# Méchet
Le Méchet est une rivière française qui coule dans le département de Saône-et-Loire. C'est un affluent de l'Arroux en rive droite, donc un sous-affluent de la Loire.

## Géographie
Le Méchet naît dans le massif du Morvan sur le territoire de la commune de Saint-Prix, au sud des forêts de Saint-Prix et de Glenne. D'abord orienté vers le sud, il remonte vers le nord-ouest au niveau de Saint-Léger-sous-Beuvray, après avoir reçu les eaux de la partie orientale du mont Beuvray. Au niveau de la commune de La Grande-Verrière, il effectue une nouvelle et dernière boucle qui l'oriente vers le sud-est. Il finit par se jeter dans l'Arroux à la limite entre les communes de Laizy et de Monthelon.
La plus grande partie de son bassin versant fait partie du parc naturel régional du Morvan.

## Hydronymie
C'est aussi, le nom d'un hameau au finage de La Grande-Verrière, que traverse la rivière et qui a donné son nom à celle-ci, il s'appelait autrefois Machat et fut donné par Odon seigneur de Glane au Chapitre d'Autun pour y fonder son anniversaire. Les chanoines y jouissaient de la haute, moyenne et basse justice.

## Communes traversées
La rivière traverse ou longe les communes suivantes (d'amont en aval) : Saint-Prix, Saint-Léger-sous-Beuvray, La Grande-Verrière, Laizy et Monthelon, toutes situées dans le département de Saône-et-Loire.

## Hydrologie
Le Méchet est une rivière assez irrégulière, à l'instar de ses voisines issues du rebord nord-est du massif central, et avant tout de l'Arroux et de l'Aron. Son débit a été observé durant une période de 13 ans (1983-1995), à Monthelon, localité du département de Saône-et-Loire située au niveau de son confluent avec l'Arroux. La surface prise en compte est de 89 km2, soit la presque totalité du bassin versant de la rivière.
Le module de la rivière à Monthelon est de 2,20 m3/s.
Le Méchet présente des fluctuations saisonnières de débit fort marquées, comme très souvent dans le bassin de la Loire. Les hautes eaux se déroulent en hiver et se caractérisent par des débits mensuels moyens allant de 2,88 à 4,78 m3/s, de décembre à avril inclus (avec un maximum très net en janvier). Au mois de mars cependant, le débit baisse assez fort et il se produit un plateau, avec remontée légère du débit en avril (3,12 m3/s). En mai le débit s'effondre (1,74 m3/s puis 1,16 m3/s en juin), ce qui mène rapidement aux basses eaux d'été qui ont lieu de juillet à septembre inclus, entraînant une baisse du débit mensuel moyen jusqu'à 0,328 m3/s au mois d'août. Mais ces moyennes mensuelles occultent des fluctuations bien plus prononcées selon les années ou sur de courtes périodes.
À l'étiage, le VCN3 peut chuter jusque 0,088 m3/s (88 litres par seconde), en cas de période quinquennale sèche, ce qui devient sévère. Mais ce fait est fréquent parmi les rivières de la région du Morvan.
Les crues peuvent être assez importantes, compte tenu de la petitesse du bassin versant. Les QIX 2 et QIX 5 valent respectivement 18 et 22 m3/s. Le QIX 10 est de 24 m3/s, le QIX 20 de 26 m3/s, tandis que le QIX 50 n'a pas été calculé faute d'une durée d'observation suffisante pour le déterminer.
Le débit instantané maximal enregistré à Monthelon a été de 26,4 m3/s le 14 février 1990, tandis que la valeur journalière maximale était de 24,5 m3/s le même jour. Si l'on compare la première de ces valeurs à l'échelle des QIX de la rivière, l'on constate que cette crue était d'ordre vicennal, et donc destinée à se répéter tous les 20 ans en moyenne.
Le Méchet est une rivière extrêmement abondante. La lame d'eau écoulée dans son bassin versant est de 783 millimètres annuellement, ce qui est plus ou moins deux fois et demi supérieur à la moyenne d'ensemble de la France, et plus encore comparé à la moyenne du bassin de la Loire (plus ou moins 245 millimètres). Le débit spécifique (ou Qsp) atteint de ce fait le chiffre très élevé de 24,7 litres par seconde et par kilomètre carré de bassin.